# 이세탄

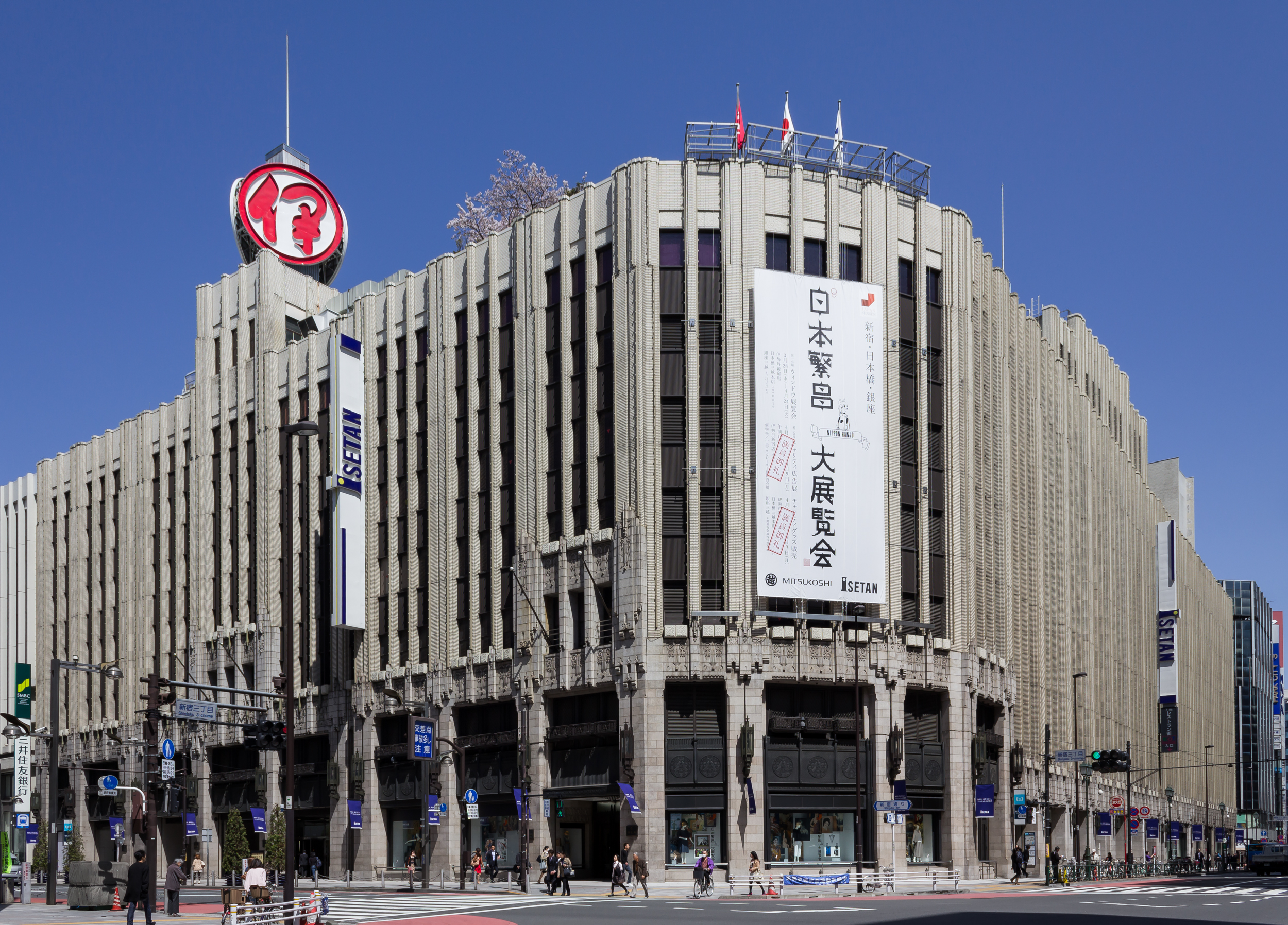
이세탄 신주쿠 본점

이세탄(일본어: 伊勢丹, 영어: Isetan)은 미쓰코시 이세탄 홀딩스 산하 회사 미쓰코시 이세탄이 운영하는 일본의 백화점이다.